# Tuenjai Deetes
 Tuenjai Deetes ou Tuenjai Kunjara na Ayudhya, est une militante environnementaliste thaïlandaise. Elle est connue pour son engagement auprès des communautés du nord de la Thaïlande. 

## Biographie
Tuenjai Deetes travaille depuis 1973 dans l'aide au développement des communautés du nord de la Thaïlande pour la promotion d'une agriculture durable et la protection des forêts.  

## Distinction
Tuenjai Deetes a été nommée au Palmarès mondial des 500 en 1992 et est l'un des six lauréats 1994 du Prix Goldman de l'Environnement. 